# Chionaema pteroleuca
Chionaema pteroleuca is een beervlinder uit de familie van de spinneruilen (Erebidae). De wetenschappelijke naam van de soort is voor het eerst geldig gepubliceerd in 1976 door Roesler & Kuppers.